# Liste des députés allemands de l'Empire allemand (11e législature)
Les députés de l'onzième législature du Reichstag sont les députés du Reichstag élus lors des élections législatives allemandes de 1903 pour la période 1903-1907.

## Liste des députés
| État                                      | District          | Circonscription | Élu                                      | Parti | Parti            |
| ----------------------------------------- | ----------------- | --- | ---------------------------------------- | ----- | ---------------- |
| Royaume de Prusse (Prusse-Orientale)      | Königsberg        | 01 (Memel-Heydekrug) | Max Krause                               |       | DKP              |
| Royaume de Prusse (Prusse-Orientale)      | Königsberg        | 02 (Labiau-Wehlau) | Ludwig von Massow-Parnehnen              |       | DKP              |
| Royaume de Prusse (Prusse-Orientale)      | Königsberg        | 03 (Königsberg-Ville) | Hugo Haase                               |       | SPD              |
| Royaume de Prusse (Prusse-Orientale)      | Königsberg        | 04 (Fischhausen-Königsberg-Campagne) | Richard zu Dohna-Schlobitten             |       | DKP              |
| Royaume de Prusse (Prusse-Orientale)      | Königsberg        | 05 (Heiligenbeil-Preußisch Eylau) | Carl von Elern                           |       | DKP              |
| Royaume de Prusse (Prusse-Orientale)      | Königsberg        | 06 (Braunsberg-Heilsberg) | Cölestin Krebs                           |       | ZEN              |
| Royaume de Prusse (Prusse-Orientale)      | Königsberg        | 07 (Preußisch Holland-Mohrungen) | Adolf zu Dohna-Schlodien                 |       | DKP              |
| Royaume de Prusse (Prusse-Orientale)      | Königsberg        | 08 (Osterode-Neidenburg) | Richard Guenter                          |       | NLP              |
| Royaume de Prusse (Prusse-Orientale)      | Königsberg        | 09 (Allenstein-Rößel) | Johann Hirschberg                        |       | ZEN              |
| Royaume de Prusse (Prusse-Orientale)      | Königsberg        | 10 (Rastenburg-Friedland-Gerdauen) | Bernhard von Pressentin                  |       | DKP              |
| Royaume de Prusse (Prusse-Orientale)      | Gumbinnen         | 01 (Tilsit-Niederung) | Georg Schickert                          |       | DKP              |
| Royaume de Prusse (Prusse-Orientale)      | Gumbinnen         | 02 (Ragnit-Pillkallen) | Hans von Kanitz                          |       | DKP              |
| Royaume de Prusse (Prusse-Orientale)      | Gumbinnen         | 03 (Gumbinnen-Insterbourg) | Julius Mentz                             |       | DKP              |
| Royaume de Prusse (Prusse-Orientale)      | Gumbinnen         | 04 (Stallupönen-Goldap-Darkehmen) | Emil Victor von Sperber                  |       | DKP              |
| Royaume de Prusse (Prusse-Orientale)      | Gumbinnen         | 05 (Angerburg-Lötzen) | Ludwig von Staudy                        |       | DKP              |
| Royaume de Prusse (Prusse-Orientale)      | Gumbinnen         | 06 (Oletzko-Lyck-Johannisburg) | Udo de Stolberg-Wernigerode              |       | DKP              |
| Royaume de Prusse (Prusse-Orientale)      | Gumbinnen         | 07 (Sensburg-Ortelsbourg) | Ferdinand Rogalla von Bieberstein        |       | DKP              |
| Royaume de Prusse (Prusse-Occidentale)    | Dantzig           | 01 (Marienbourg-Elbing) | Elard Kurt von Oldenburg                 |       | DKP              |
| Royaume de Prusse (Prusse-Occidentale)    | Dantzig           | 02 (Dantzig-Haut-Dantzig-Bas) | Franz Doerksen                           |       | DRP              |
| Royaume de Prusse (Prusse-Occidentale)    | Dantzig           | 03 (Dantzig-Ville) | Karl Mommsen                             |       | FVg              |
| Royaume de Prusse (Prusse-Occidentale)    | Dantzig           | 04 (Neustadt-Putzig-Karthaus) | Roman von Janta-Polczynski               |       | Pole             |
| Royaume de Prusse (Prusse-Occidentale)    | Dantzig           | 05 (Berent-Preußisch Stargard-Dirschau) | Wladislaus von Wolszlegier               |       | Pole             |
| Royaume de Prusse (Prusse-Occidentale)    | Marienwerder      | 01 (Marienwerder-Stuhm) | Karl Witt                                |       | DRP              |
| Royaume de Prusse (Prusse-Occidentale)    | Marienwerder      | 02 (Rosenberg-Löbau-en-Prusse-Occidentale (de)) | Julius Walzer                            |       | DRP              |
| Royaume de Prusse (Prusse-Occidentale)    | Marienwerder      | 03 (Graudenz-Strasbourg) | Julius Sieg                              |       | NLP              |
| Royaume de Prusse (Prusse-Occidentale)    | Marienwerder      | 04 (Thorn-Kulm-Briesen) | Jan Brejski                              |       | Pole             |
| Royaume de Prusse (Prusse-Occidentale)    | Marienwerder      | 05 (Schwetz) | Otto Holtz                               |       | DRP              |
| Royaume de Prusse (Prusse-Occidentale)    | Marienwerder      | 06 (Konitz-Tuchel) | Wiktor Kulerski                          |       | Pole             |
| Royaume de Prusse (Prusse-Occidentale)    | Marienwerder      | 07 (Schlochau-Flatow) | Otto Böckler                             |       | Antisémite (Ref) |
| Royaume de Prusse (Prusse-Occidentale)    | Marienwerder      | 08 (Deutsch-Krone) | Karl von Gamp-Massaunen                  |       | DRP              |
| Royaume de Prusse (Berlin)                | Berlin            | 01 (Alt-Berlin-Cölln-Friedrichswerder-Dorotheenstadt-Friedrichstadt-Nord) | Johannes Kaempf                          |       | FVp              |
| Royaume de Prusse (Berlin)                | Berlin            | 02 (Schöneberger Vorstadt-Friedrichsvorstadt-Tempelhofer Vorstadt-Friedrichstadt-Sud) | Richard Fischer                          |       | SPD              |
| Royaume de Prusse (Berlin)                | Berlin            | 03 (Luisenstadt-Neu-Cölln) | Wolfgang Heine                           |       | SPD              |
| Royaume de Prusse (Berlin)                | Berlin            | 04 (Luisenstadt-Stralauer Vorstadt-Königsstadt-Est) | Paul Singer                              |       | SPD              |
| Royaume de Prusse (Berlin)                | Berlin            | 05 (Spandauer Vorstadt-Friedrich-Wilhelm-Stadt-Königsstadt-Ouest) | Robert Schmidt                           |       | SPD              |
| Royaume de Prusse (Berlin)                | Berlin            | 06 (Wedding-Gesundbrunnen-Moabit-Oranienburger Vorstadt-Rosenthaler Vorstadt) | Georg Ledebour                           |       | SPD              |
| Royaume de Prusse (Brandebourg)           | Potsdam           | 01 (Prignitz-de-l'Ouest) | Hans Stubbendorff                        |       | DRP              |
| Royaume de Prusse (Brandebourg)           | Potsdam           | 02 (Prignitz-de-l'Est) | Sigismund von Dallwitz                   |       | DKP              |
| Royaume de Prusse (Brandebourg)           | Potsdam           | 03 (Ruppin-Templin) | Hermann Dietrich                         |       | DKP              |
| Royaume de Prusse (Brandebourg)           | Potsdam           | 04 (Prenzlau-Angermünde) | Ulrich von Winterfeldt                   |       | DKP              |
| Royaume de Prusse (Brandebourg)           | Potsdam           | 05 (Haut-Barnim) | Moritz Pauli                             |       | DRP              |
| Royaume de Prusse (Brandebourg)           | Potsdam           | 06 (Bas-Barnim-Lichtenberg) | Arthur Stadthagen                        |       | SPD              |
| Royaume de Prusse (Brandebourg)           | Potsdam           | 07 (Potsdam-Havelland-de-l'Est-Spandau) | August Pauli                             |       | DKP              |
| Royaume de Prusse (Brandebourg)           | Potsdam           | 08 (Brandebourg-sur-la-Havel-Havelland-de-l'Ouest) | Heinrich Peus                            |       | SPD              |
| Royaume de Prusse (Brandebourg)           | Potsdam           | 09 (Zauch-Belzig-Jüterbog-Luckenwalde) | Ulrich von Oertzen                       |       | DRP              |
| Royaume de Prusse (Brandebourg)           | Potsdam           | 10 (Teltow-Beeskow-Storkow-Charlottenbourg-Schöneberg-Neukölln-Wilmersdorf) | Fritz Zubeil                             |       | SPD              |
| Royaume de Prusse (Brandebourg)           | Francfort         | 01 (Arnswalde-Friedeberg) | Wilhelm Bruhn                            |       | Antisémite (Ref) |
| Royaume de Prusse (Brandebourg)           | Francfort         | 02 (Landsberg-sur-la-Warthe-Soldin) | Kunibert Böning                          |       | DKP              |
| Royaume de Prusse (Brandebourg)           | Francfort         | 03 (Königsberg) | Werner von Saldern                       |       | DKP              |
| Royaume de Prusse (Brandebourg)           | Francfort         | 04 (Francfort-sur-l'Oder-Lebus) | Heinrich Braun                           |       | SPD              |
| Royaume de Prusse (Brandebourg)           | Francfort         | 05 (Sternberg-Est-Sternberg-Ouest) | Ernst Froelich                           |       | Antisémite (Ref) |
| Royaume de Prusse (Brandebourg)           | Francfort         | 06 (Züllichau-Schwiebus-Crossen-sur-l'Oder) | Karl Schlüter                            |       | DRP              |
| Royaume de Prusse (Brandebourg)           | Francfort         | 07 (Guben-Lübben) | Heinrich zu Schoenaich-Carolath          |       | NLP              |
| Royaume de Prusse (Brandebourg)           | Francfort         | 08 (Sorau-Forst) | Rudolf Bahn                              |       | NLP              |
| Royaume de Prusse (Brandebourg)           | Francfort         | 09 (Cottbus-Spremberg) | Willibald von Dirksen                    |       | DRP              |
| Royaume de Prusse (Brandebourg)           | Francfort         | 10 (Calau-Luckau) | Adolf Wilhelm Henning                    |       | DKP              |
| Royaume de Prusse (Poméranie)             | Stettin           | 01 (Demmin-Anklam) | Hans von Schwerin-Löwitz                 |       | DKP              |
| Royaume de Prusse (Poméranie)             | Stettin           | 02 (Ueckermünde-Usedom-Wollin) | Karl von Böhlendorff-Kölpin              |       | DKP              |
| Royaume de Prusse (Poméranie)             | Stettin           | 03 (Randow-Greifenhagen) | Alwin Körsten                            |       | SPD              |
| Royaume de Prusse (Poméranie)             | Stettin           | 04 (Stettin) | Fritz Herbert                            |       | SPD              |
| Royaume de Prusse (Poméranie)             | Stettin           | 05 (Pyritz-Saatzig) | Karl Krösell                             |       | Antisémite (Ref) |
| Royaume de Prusse (Poméranie)             | Stettin           | 06 (Naugard-Regenwalde) | Hermann von Dewitz                       |       | DKP              |
| Royaume de Prusse (Poméranie)             | Stettin           | 07 (Greifenberg-Cammin) | Oskar von Normann                        |       | DKP              |
| Royaume de Prusse (Poméranie)             | Köslin            | 01 (Stolp-Lauenbourg) | Arthur Will                              |       | DKP              |
| Royaume de Prusse (Poméranie)             | Köslin            | 02 (Bütow-Rummelsburg-Schlawe) | Hubert von Michaelis                     |       | DKP              |
| Royaume de Prusse (Poméranie)             | Köslin            | 03 (Köslin-Colberg-Cörlin-Bublitz) | Gustav Malkewitz                         |       | DKP              |
| Royaume de Prusse (Poméranie)             | Köslin            | 04 (Belgard-sur-la-Persante-Schivelbein-Dramburg) | Eugen von Brockhausen                    |       | DKP              |
| Royaume de Prusse (Poméranie)             | Köslin            | 05 (Neustettin) | Bogislav von Bonin                       |       | DKP              |
| Royaume de Prusse (Poméranie)             | Stralsund         | 01 (Rügen-Stralsund-Franzburg) | Karl von Riepenhausen                    |       | DKP              |
| Royaume de Prusse (Poméranie)             | Stralsund         | 02 (Greifswald-Grimmen) | Georg Gothein                            |       | FVg              |
| Royaume de Prusse (Posnanie)              | Posen             | 01 (Posen) | Bernard von Chrzanowski                  |       | Pole             |
| Royaume de Prusse (Posnanie)              | Posen             | 02 (Samter-Birnbaum-Obornik-Schwerin-sur-la-Warthe) | Mathias von Brudzewo-Mielzynski          |       | Pole             |
| Royaume de Prusse (Posnanie)              | Posen             | 03 (Meseritz-Bomst) | Hans Otto von Gersdorff                  |       | DKP              |
| Royaume de Prusse (Posnanie)              | Posen             | 04 (Buk-Schmiegel-Kosten) | Witold von Skarzynski                    |       | Pole             |
| Royaume de Prusse (Posnanie)              | Posen             | 05 (Gostyn-Rawitsch) | Joseph von Mycielski                     |       | Pole             |
| Royaume de Prusse (Posnanie)              | Posen             | 06 (Fraustadt-Lissa) | Max Kolbe                                |       | DRP              |
| Royaume de Prusse (Posnanie)              | Posen             | 07 (Schrimm-Schroda) | Josef von Glebocki                       |       | Pole             |
| Royaume de Prusse (Posnanie)              | Posen             | 08 (Wreschen-Pleschen-Jarotschin) | Anton von Chlapowski                     |       | Pole             |
| Royaume de Prusse (Posnanie)              | Posen             | 09 (Krotoschin-Koschmin) | Ludwig von Jazdzewski                    |       | Pole             |
| Royaume de Prusse (Posnanie)              | Posen             | 10 (Adelnau-Schildberg-Ostrowo-Kempen-en-Posnanie) | Ferdinand von Radziwill                  |       | Pole             |
| Royaume de Prusse (Posnanie)              | Bromberg          | 01 (Czarnikau-Filehne-Colmar-en-Posnanie) | Max Zindler                              |       | DKP              |
| Royaume de Prusse (Posnanie)              | Bromberg          | 02 (Wirsitz-Schubin-Znin) | Leon von Czarlinski                      |       | Pole             |
| Royaume de Prusse (Posnanie)              | Bromberg          | 03 (Bromberg) | Christoph von Tiedemann                  |       | DRP              |
| Royaume de Prusse (Posnanie)              | Bromberg          | 04 (Hohensalza-Mogilno-Strelno) | Josef Krzyminski                         |       | Pole             |
| Royaume de Prusse (Posnanie)              | Bromberg          | 05 (Gnesen-Wongrowitz-Witkowo) | Leon von Grabski                         |       | Pole             |
| Royaume de Prusse (Silésie)               | Breslau           | 01 (Guhrau-Steinau-Wohlau) | Friedrich von Carmer-Osten               |       | DKP              |
| Royaume de Prusse (Silésie)               | Breslau           | 02 (Militsch-Trebnitz) | Ernst von Heydebrand und der Lasa        |       | DKP              |
| Royaume de Prusse (Silésie)               | Breslau           | 03 (Groß Wartenberg-Œls) | Wilhelm von Kardorff                     |       | DRP              |
| Royaume de Prusse (Silésie)               | Breslau           | 04 (Namslau-Brieg) | Fedor von Spiegel                        |       | DKP              |
| Royaume de Prusse (Silésie)               | Breslau           | 05 (Ohlau-Strehlen-Nimptsch) | Robert Rother                            |       | DKP              |
| Royaume de Prusse (Silésie)               | Breslau           | 06 (Breslau-Est) | Franz Tutzauer                           |       | SPD              |
| Royaume de Prusse (Silésie)               | Breslau           | 07 (Breslau-Ouest) | Eduard Bernstein                         |       | SPD              |
| Royaume de Prusse (Silésie)               | Breslau           | 08 (Neumarkt-Breslau-Campagne) | Friedrich zu Limburg Stirum              |       | DKP              |
| Royaume de Prusse (Silésie)               | Breslau           | 09 (Striegau-Schweidnitz) | Karl von Richthofen-Damsdorf             |       | DKP              |
| Royaume de Prusse (Silésie)               | Breslau           | 10 (Waldenburg) | Hermann Sachse                           |       | SPD              |
| Royaume de Prusse (Silésie)               | Breslau           | 11 (Reichenbach-Neurode) | August Kühn                              |       | SPD              |
| Royaume de Prusse (Silésie)               | Breslau           | 12 (Glatz-Habelschwerdt) | Franz Hartmann                           |       | ZEN              |
| Royaume de Prusse (Silésie)               | Breslau           | 13 (Frankenstein-Münsterberg) | Hans Praschma von Bilkau                 |       | ZEN              |
| Royaume de Prusse (Silésie)               | Oppeln            | 01 (Kreuzburg-Rosenberg-en-Haute-Silésie) | Christian-Kraft de Hohenlohe-Öhringen    |       | DKP              |
| Royaume de Prusse (Silésie)               | Oppeln            | 02 (Oppeln) | Julius Szmula                            |       | ZEN              |
| Royaume de Prusse (Silésie)               | Oppeln            | 03 (Groß Strehlitz-Cosel) | Joseph Glowatzki                         |       | ZEN              |
| Royaume de Prusse (Silésie)               | Oppeln            | 04 (Lublinitz-Tost-Gleiwitz) | Franz von Ballestrem                     |       | ZEN              |
| Royaume de Prusse (Silésie)               | Oppeln            | 05 (Beuthen-Tarnowitz) | Theophil Krolik                          |       | ZEN              |
| Royaume de Prusse (Silésie)               | Oppeln            | 06 (Kattowitz-Zabrze) | Wojciech Korfanty                        |       | Pole             |
| Royaume de Prusse (Silésie)               | Oppeln            | 07 (Pless-Rybnik) | Joseph Faltin                            |       | ZEN              |
| Royaume de Prusse (Silésie)               | Oppeln            | 08 (Ratibor) | Wilhelm Frank                            |       | ZEN              |
| Royaume de Prusse (Silésie)               | Oppeln            | 09 (Leobschütz) | Florian Klose                            |       | ZEN              |
| Royaume de Prusse (Silésie)               | Oppeln            | 10 (Neustadt-en-Haute-Silésie) | Franz Strzoda                            |       | ZEN              |
| Royaume de Prusse (Silésie)               | Oppeln            | 11 (Falkenberg-en-Haute-Silésie-Grottkau) | Alfred Hubrich                           |       | ZEN              |
| Royaume de Prusse (Silésie)               | Oppeln            | 12 (Neisse) | Albert Horn                              |       | ZEN              |
| Royaume de Prusse (Silésie)               | Liegnitz          | 01 (Grünberg-Freystadt) | Carl Blell                               |       | FVp              |
| Royaume de Prusse (Silésie)               | Liegnitz          | 02 (Sagan-Sprottau) | Hermann Müller-Sagan                     |       | FVp              |
| Royaume de Prusse (Silésie)               | Liegnitz          | 03 (Glogau) | August Hoffmeister                       |       | FVg              |
| Royaume de Prusse (Silésie)               | Liegnitz          | 04 (Lüben-Bunzlau) | Richard Kern                             |       | DKP              |
| Royaume de Prusse (Silésie)               | Liegnitz          | 05 (Löwenberg) | Julius Kopsch                            |       | FVp              |
| Royaume de Prusse (Silésie)               | Liegnitz          | 06 (Liegnitz-Goldberg-Haynau) | Hans Georg Pohl                          |       | FVp              |
| Royaume de Prusse (Silésie)               | Liegnitz          | 07 (Landeshut-Jauer-Bolkenhain) | Otto Hermes                              |       | FVp              |
| Royaume de Prusse (Silésie)               | Liegnitz          | 08 (Schönau-Hirschberg) | Bruno Ablaß                              |       | FVp              |
| Royaume de Prusse (Silésie)               | Liegnitz          | 09 (Görlitz-Lauban) | Otto Mugdan                              |       | FVp              |
| Royaume de Prusse (Silésie)               | Liegnitz          | 10 (Rothenburg-Hoyerswerda) | Traugott Hermann von Arnim-Muskau        |       | DRP              |
| Royaume de Prusse (Saxe)                  | Magdebourg        | 01 (Salzwedel-Gardelegen) | Jordan von Kröcher                       |       | DKP              |
| Royaume de Prusse (Saxe)                  | Magdebourg        | 02 (Stendal-Osterburg) | Ernst Himburg                            |       | DKP              |
| Royaume de Prusse (Saxe)                  | Magdebourg        | 03 (Jerichow I-Jerichow II) | Herbert von Bismarck                     |       | DKP              |
| Royaume de Prusse (Saxe)                  | Magdebourg        | 04 (Magdebourg) | Wilhelm Pfannkuch                        |       | SPD              |
| Royaume de Prusse (Saxe)                  | Magdebourg        | 05 (Neuhaldensleben-Wolmirstedt) | Jacob Hosang                             |       | NLP              |
| Royaume de Prusse (Saxe)                  | Magdebourg        | 06 (Wanzleben) | Paul Schmidt                             |       | NLP              |
| Royaume de Prusse (Saxe)                  | Magdebourg        | 07 (Aschersleben-Quedlinbourg-Calbe-sur-la-Saale) | Albert Schmidt                           |       | SPD              |
| Royaume de Prusse (Saxe)                  | Magdebourg        | 08 (Halberstadt-Oschersleben-Wernigerode) | Hans Rimpau                              |       | NLP              |
| Royaume de Prusse (Saxe)                  | Mersebourg        | 01 (Liebenwerda-Torgau) | Walter Prüschenk von Lindenhofen         |       | DRP              |
| Royaume de Prusse (Saxe)                  | Mersebourg        | 02 (Schweinitz-Wittemberg) | Heinrich Dove                            |       | FVg              |
| Royaume de Prusse (Saxe)                  | Mersebourg        | 03 (Bitterfeld-Delitzsch) | Louis Bauermeister                       |       | DRP              |
| Royaume de Prusse (Saxe)                  | Mersebourg        | 04 (Halle-sur-Saale-la Saale) | Fritz Kunert                             |       | SPD              |
| Royaume de Prusse (Saxe)                  | Mersebourg        | 05 (Mansfeld-Lac-Mansfeld-Montagne) | Otto Arendt                              |       | DRP              |
| Royaume de Prusse (Saxe)                  | Mersebourg        | 06 (Sangerhausen-Eckartsberga) | Karl Scherre                             |       | DRP              |
| Royaume de Prusse (Saxe)                  | Mersebourg        | 07 (Querfurt-Mersebourg) | Johann Friedrich Winckler                |       | DKP              |
| Royaume de Prusse (Saxe)                  | Mersebourg        | 08 (Naumbourg-Weißenfels-Zeitz) | Friedrich Adolf Thiele                   |       | SPD              |
| Royaume de Prusse (Saxe)                  | Erfurt            | 01 (Comté d'Hohenstein) | Otto Wiemer                              |       | FVp              |
| Royaume de Prusse (Saxe)                  | Erfurt            | 02 (Heiligenstadt-Worbis) | Josef von Strombeck                      |       | ZEN              |
| Royaume de Prusse (Saxe)                  | Erfurt            | 03 (Muhlouse-Langensalza-Weißensee) | Richard Eickhoff                         |       | FVp              |
| Royaume de Prusse (Saxe)                  | Erfurt            | 04 (Erfurt-Schleusingen-Ziegenrück) | Paul Hagemann                            |       | NLP              |
| Royaume de Prusse (Schleswig-Holstein)    |                   | 01 (Hadersleben-Sonderburg) | Jens Jessen                              |       | Däne             |
| Royaume de Prusse (Schleswig-Holstein)    |                   | 02 (Apenrade-Flensbourg) | Heinrich Mahlke                          |       | SPD              |
| Royaume de Prusse (Schleswig-Holstein)    |                   | 03 (Schleswig-Eckernförde) | Nicolaus Mattsen                         |       | NLP              |
| Royaume de Prusse (Schleswig-Holstein)    |                   | 04 (Tondern-Husum-Eiderstedt) | Johannes Leonhart                        |       | FVp              |
| Royaume de Prusse (Schleswig-Holstein)    |                   | 05 (Dithmarse-du-Nord-Dithmarse-du-Sud-Steinburg) | Christian Hoeck                          |       | FVg              |
| Royaume de Prusse (Schleswig-Holstein)    |                   | 06 (Pinneberg-Segeberg) | Adolph von Elm                           |       | SPD              |
| Royaume de Prusse (Schleswig-Holstein)    |                   | 07 (Kiel-Rendsburg) | Carl Legien                              |       | SPD              |
| Royaume de Prusse (Schleswig-Holstein)    |                   | 08 (Altona-Stormarn) | Karl Frohme                              |       | SPD              |
| Royaume de Prusse (Schleswig-Holstein)    |                   | 09 (Oldenbourg-en-Holstein-Plön) | Hermann Stockmann                        |       | DRP              |
| Royaume de Prusse (Schleswig-Holstein)    |                   | 10 (Duché de Lauenbourg) | Friedrich Lesche                         |       | SPD              |
| Royaume de Prusse (Hanovre)               |                   | 01 (Emden-Norden-Weener) | Edzard zu Innhausen und Knyphausen       |       | DKP              |
| Royaume de Prusse (Hanovre)               |                   | 02 (Aurich-Wittmund-Leer) | Johannes Semler                          |       | NLP              |
| Royaume de Prusse (Hanovre)               |                   | 03 (Meppen-Lingen-Bentheim-Aschendorf-Hümmling) | Carl Friedrich Engelen                   |       | ZEN              |
| Royaume de Prusse (Hanovre)               |                   | 04 (Osnabrück-Bersenbrück-Iburg) | Balduin von Schele                       |       | DHP              |
| Royaume de Prusse (Hanovre)               |                   | 05 (Melle-Diepholz-Wittlage-Sulingen-Stolzenau) | Hermann Colshorn                         |       | DHP              |
| Royaume de Prusse (Hanovre)               |                   | 06 (Syke-Verden-Hoya-Achim) | Theodor Held                             |       | NLP              |
| Royaume de Prusse (Hanovre)               |                   | 07 (Nienburg-Neustadt am Rübenberge-Fallingbostel) | Arnold von Schele                        |       | DHP              |
| Royaume de Prusse (Hanovre)               |                   | 08 (Hanovre) | Heinrich Meister                         |       | SPD              |
| Royaume de Prusse (Hanovre)               |                   | 09 (Hamelin-Linden-Springe) | Ferdinand Wallbrecht                     |       | NLP              |
| Royaume de Prusse (Hanovre)               |                   | 10 (Hildesheim-Marienburg-Alfeld-sur-la-Leine-Gronau) | Clemens Bauermeister                     |       | ZEN              |
| Royaume de Prusse (Hanovre)               |                   | 11 (Einbeck-Northeim-Osterode am Harz-Uslar) | Fritz Jorns                              |       | NLP              |
| Royaume de Prusse (Hanovre)               |                   | 12 (Göttingen-Duderstadt-Münden) | Karl Götz von Olenhusen                  |       | DHP              |
| Royaume de Prusse (Hanovre)               |                   | 13 (Goslar-Zellerfeld-Ilfeld) | Hermann Horn                             |       | NLP              |
| Royaume de Prusse (Hanovre)               |                   | 14 (Gifhorn-Celle-Peine-Burgdorf) | Hermann von Hodenberg                    |       | DHP              |
| Royaume de Prusse (Hanovre)               |                   | 15 (Lüchow-Uelzen-Dannenberg-Bleckede-Isenhagen) | Berthold von Bernstorff                  |       | DHP              |
| Royaume de Prusse (Hanovre)               |                   | 16 (Lunebourg-Soltau-Winsen) | Max Jänecke                              |       | NLP              |
| Royaume de Prusse (Hanovre)               |                   | 17 (Harbourg-Rotenbourg-en-Hanovre-Zeven) | Johann Depken                            |       | NLP              |
| Royaume de Prusse (Hanovre)               |                   | 18 (Stade-Geestemünde-Bremervörde-Osterholz-Blumenthal) | Carl Sattler                             |       | NLP              |
| Royaume de Prusse (Hanovre)               |                   | 19 (Neuhaus-sur-l'Oste-Hadeln-Lehe-Kehdingen-Jork) | Hugo Böttger                             |       | NLP              |
| Royaume de Prusse (Westphalie)            | Münster           | 01 (Tecklembourg-Steinfurt-Ahaus) | Carl Herold                              |       | ZEN              |
| Royaume de Prusse (Westphalie)            | Münster           | 02 (Münster-Coesfeld) | Georg von Hertling                       |       | ZEN              |
| Royaume de Prusse (Westphalie)            | Münster           | 03 (Borken-Recklinghausen) | Jakob Euler                              |       | ZEN              |
| Royaume de Prusse (Westphalie)            | Münster           | 04 (Lüdinghausen-Beckum-Warendorf) | Heinrich Wattendorf                      |       | ZEN              |
| Royaume de Prusse (Westphalie)            | Minden            | 01 (Minden-Lübbecke) | Karl Sielermann                          |       | DKP              |
| Royaume de Prusse (Westphalie)            | Minden            | 02 (Herford-Halle-en-Westphalie) | Friedrich Meyer                          |       | DKP              |
| Royaume de Prusse (Westphalie)            | Minden            | 03 (Bielefeld-Wiedenbrück) | Heinrich Humann                          |       | ZEN              |
| Royaume de Prusse (Westphalie)            | Minden            | 04 (Paderborn-Büren) | Karl von Savigny                         |       | ZEN              |
| Royaume de Prusse (Westphalie)            | Minden            | 05 (Höxter-Warburg) | Otto Schmidt                             |       | ZEN              |
| Royaume de Prusse (Westphalie)            | Arnsberg          | 01 (Wittgenstein-Siegen-Biedenkopf) | Adolf Stoecker                           |       | Antisémite (CSP) |
| Royaume de Prusse (Westphalie)            | Arnsberg          | 02 (Olpe-Arnsberg-Meschede) | Johannes Fusangel                        |       | ZEN              |
| Royaume de Prusse (Westphalie)            | Arnsberg          | 03 (Altena-Iserlohn-Lüdenscheid) | Julius Lenzmann                          |       | FVp              |
| Royaume de Prusse (Westphalie)            | Arnsberg          | 04 (Hagen-Schwelm-Witten) | Eugen Richter                            |       | FVp              |
| Royaume de Prusse (Westphalie)            | Arnsberg          | 05 (Bochum-Gelsenkirchen-Hattingen-Herne) | Otto Hue                                 |       | SPD              |
| Royaume de Prusse (Westphalie)            | Arnsberg          | 06 (Dortmund-Hörde) | Theodor Bömelburg                        |       | SPD              |
| Royaume de Prusse (Westphalie)            | Arnsberg          | 07 (Hamm-Soest) | Heinrich Westermann                      |       | NLP              |
| Royaume de Prusse (Westphalie)            | Arnsberg          | 08 (Lippstadt-Brilon) | Wilhelm Schwarze                         |       | ZEN              |
| Royaume de Prusse (Hesse-Nassau)          | Wiesbaden         | 01 (Haut-Taunus-Höchst-Usingen) | Peter Itschert                           |       | ZEN              |
| Royaume de Prusse (Hesse-Nassau)          | Wiesbaden         | 02 (Wiesbaden-Rheingau-Bas-Taunus) | Eduard Bartling                          |       | NLP              |
| Royaume de Prusse (Hesse-Nassau)          | Wiesbaden         | 03 (Saint-Goarshausen-Bas-Westerwald) | Anton Dahlem                             |       | ZEN              |
| Royaume de Prusse (Hesse-Nassau)          | Wiesbaden         | 04 (Limbourg-Haute-Lahn-Basse-Lahn) | Friedrich Buchsieb                       |       | NLP              |
| Royaume de Prusse (Hesse-Nassau)          | Wiesbaden         | 05 (Dill-Haut-Westerwald) | Georg Burckhardt                         |       | Antisémite (CSP) |
| Royaume de Prusse (Hesse-Nassau)          | Wiesbaden         | 06 (Francfort-sur-le-Main) | Wilhelm Schmidt                          |       | SPD              |
| Royaume de Prusse (Hesse-Nassau)          | Cassel            | 01 (Comté de Schaumbourg-Hofgeismar-Wolfhagen) | Ludwig zu Reventlow                      |       | Antisémite (DSP) |
| Royaume de Prusse (Hesse-Nassau)          | Cassel            | 02 (Cassel-Melsungen) | Wilhelm Lattmann                         |       | Antisémite (DSP) |
| Royaume de Prusse (Hesse-Nassau)          | Cassel            | 03 (Fritzlar-Homberg-Ziegenhain) | Max Liebermann von Sonnenberg            |       | Antisémite (DSP) |
| Royaume de Prusse (Hesse-Nassau)          | Cassel            | 04 (Eschwege-Seigneurie de Schmalkalden-Witzenhausen) | Leonhard Seyboth                         |       | FVp              |
| Royaume de Prusse (Hesse-Nassau)          | Cassel            | 05 (Marbourg-Frankenberg-Kirchhain) | Hellmut von Gerlach                      |       | NSV              |
| Royaume de Prusse (Hesse-Nassau)          | Cassel            | 06 (Hersfeld-Rotenburg-sur-la-Fulda-Hünfeld) | Ludwig Werner                            |       | Antisémite (Ref) |
| Royaume de Prusse (Hesse-Nassau)          | Cassel            | 07 (Fulda-Schlüchtern-Gersfeld) | Richard Müller                           |       | ZEN              |
| Royaume de Prusse (Hesse-Nassau)          | Cassel            | 08 (Hanau-Gelnhausen) | Georg Lucas                              |       | NLP              |
| Royaume de Prusse (Rhénanie)              | Cologne           | 01 (Cologne-Ville) | Karl Trimborn                            |       | ZEN              |
| Royaume de Prusse (Rhénanie)              | Cologne           | 02 (Cologne-Campagne) | Theodor Pingen                           |       | ZEN              |
| Royaume de Prusse (Rhénanie)              | Cologne           | 03 (Bergheim-sur-l'Erft-Euskirchen) | Johann Adolf Breuer                      |       | ZEN              |
| Royaume de Prusse (Rhénanie)              | Cologne           | 04 (Rheinbach-Bonn) | Peter Spahn                              |       | ZEN              |
| Royaume de Prusse (Rhénanie)              | Cologne           | 05 (Sieg-Waldbröl) | Karl Georg Becker                        |       | ZEN              |
| Royaume de Prusse (Rhénanie)              | Cologne           | 06 (Mülheim-sur-le-Rhin-Gummersbach-Wipperfürth) | Hermann de Witt                          |       | ZEN              |
| Royaume de Prusse (Rhénanie)              | Düsseldorf        | 01 (Remscheid-Lennep-Mettmann) | Karl Meist                               |       | SPD              |
| Royaume de Prusse (Rhénanie)              | Düsseldorf        | 02 (Elberfeld-Barmen) | Hermann Molkenbuhr                       |       | SPD              |
| Royaume de Prusse (Rhénanie)              | Düsseldorf        | 03 (Solingen) | Philipp Scheidemann                      |       | SPD              |
| Royaume de Prusse (Rhénanie)              | Düsseldorf        | 04 (Düsseldorf) | Theodor Kirsch                           |       | ZEN              |
| Royaume de Prusse (Rhénanie)              | Düsseldorf        | 05 (Essen-Ville) | Gerhard Stötzel                          |       | ZEN              |
| Royaume de Prusse (Rhénanie)              | Düsseldorf        | 06 (Duisbourg-Mülheim-Ruhrort-Oberhausen) | Wilhelm Beumer                           |       | NLP              |
| Royaume de Prusse (Rhénanie)              | Düsseldorf        | 07 (Moers-Rees) | Karl Fritzen                             |       | ZEN              |
| Royaume de Prusse (Rhénanie)              | Düsseldorf        | 08 (Clèves-Gueldre) | Eduard Marcour                           |       | ZEN              |
| Royaume de Prusse (Rhénanie)              | Düsseldorf        | 09 (Kempen) | Aloys Fritzen                            |       | ZEN              |
| Royaume de Prusse (Rhénanie)              | Düsseldorf        | 10 (Gladbach) | Franz Hitze                              |       | ZEN              |
| Royaume de Prusse (Rhénanie)              | Düsseldorf        | 11 (Krefeld) | Karl Bachem                              |       | ZEN              |
| Royaume de Prusse (Rhénanie)              | Düsseldorf        | 12 (Neuss-Grevenbroich) | Hugo am Zehnhoff                         |       | ZEN              |
| Royaume de Prusse (Rhénanie)              | Coblence          | 01 (Wetzlar-Altenkirchen) | Heinrich Kraemer                         |       | NLP              |
| Royaume de Prusse (Rhénanie)              | Coblence          | 02 (Neuwied) | Karl Stupp                               |       | ZEN              |
| Royaume de Prusse (Rhénanie)              | Coblence          | 03 (Coblence-Saint-Goar) | Georg Wellstein                          |       | ZEN              |
| Royaume de Prusse (Rhénanie)              | Coblence          | 04 (Kreuznach-Simmern) | Hermann Paasche                          |       | NLP              |
| Royaume de Prusse (Rhénanie)              | Coblence          | 05 (Mayen-Ahrweiler) | Peter Wallenborn                         |       | ZEN              |
| Royaume de Prusse (Rhénanie)              | Coblence          | 06 (Adenau-Cochem-Zell) | Gottfried Ruegenberg                     |       | ZEN              |
| Royaume de Prusse (Rhénanie)              | Trèves            | 01 (Daun-Bitburg-Prüm) | Georg Friedrich Dasbach                  |       | ZEN              |
| Royaume de Prusse (Rhénanie)              | Trèves            | 02 (Wittlich-Bernkastel) | Ferdinand von Wolff-Metternich           |       | ZEN              |
| Royaume de Prusse (Rhénanie)              | Trèves            | 03 (Trèves) | Victor Rintelen                          |       | ZEN              |
| Royaume de Prusse (Rhénanie)              | Trèves            | 04 (Sarrelouis-Merzig-Sarrebourg) | Hermann Roeren                           |       | ZEN              |
| Royaume de Prusse (Rhénanie)              | Trèves            | 05 (Sarrebruck) | Heinrich Boltz                           |       | NLP              |
| Royaume de Prusse (Rhénanie)              | Trèves            | 06 (Ottweiler-Saint-Wendel-Meisenheim) | Eduard Fuchs                             |       | ZEN              |
| Royaume de Prusse (Rhénanie)              | Aix-la-Chapelle   | 01 (Schleiden-Malmedy-Montjoie) | Franz von Arenberg                       |       | ZEN              |
| Royaume de Prusse (Rhénanie)              | Aix-la-Chapelle   | 02 (Eupen-Aix-la-Chapelle-Campagne) | Josef Nacken                             |       | ZEN              |
| Royaume de Prusse (Rhénanie)              | Aix-la-Chapelle   | 03 (Aix-la-Chapelle-Ville) | Hubert Sittart                           |       | ZEN              |
| Royaume de Prusse (Rhénanie)              | Aix-la-Chapelle   | 04 (Düren-Juliers) | Alfred von Hompesch                      |       | ZEN              |
| Royaume de Prusse (Rhénanie)              | Aix-la-Chapelle   | 05 (Geilenkirchen-Heinsberg-Erkelenz) | Anton Opfergelt                          |       | ZEN              |
| Royaume de Prusse (Hohenzollern)          | Sigmaringen       | 01 (Sigmaringen-Hechingen) | Lambert Bumiller                         |       | ZEN              |
| Royaume de Bavière                        | Haute-Bavière     | 01 (Munich I (Altstadt-Lehel-Maxvorstadt) | Georg Birk                               |       | SPD              |
| Royaume de Bavière                        | Haute-Bavière     | 02 (Munich II (Isarvorstadt-Ludwigsvorstadt-Au-Haidhausen-Giesing) -Munich-Campagne-Starnberg-Wolfratshausen | Georg von Vollmar                        |       | SPD              |
| Royaume de Bavière                        | Haute-Bavière     | 03 (Aichach-Friedberg-Dachau-Schrobenhausen) | Franz Beck                               |       | ZEN              |
| Royaume de Bavière                        | Haute-Bavière     | 04 (Ingolstadt-Freising-Pfaffenhofen) | Josef Aichbichler                        |       | ZEN              |
| Royaume de Bavière                        | Haute-Bavière     | 05 (Wasserburg-Erding-Mühldorf) | Sebastian Bauer                          |       | ZEN              |
| Royaume de Bavière                        | Haute-Bavière     | 06 (Weilheim-Werdenfels-Bruck-Landsberg-Schongau) | Klemens von Thünefeld                    |       | ZEN              |
| Royaume de Bavière                        | Haute-Bavière     | 07 (Rosenheim-Ebersberg-Miesbach-Tölz) | Balthasar Ranner                         |       | ZEN              |
| Royaume de Bavière                        | Haute-Bavière     | 08 (Traunstein-Laufen-Berchtesgaden-Altötting) | Anton Lehemeir                           |       | ZEN              |
| Royaume de Bavière                        | Basse-Bavière     | 01 (Landshut-Dingolfing-Vilsbiburg) | Peter Gleitsmann                         |       | ZEN              |
| Royaume de Bavière                        | Basse-Bavière     | 02 (Straubing-Bogen-Landau-Vilshofen) | Matthäus Mittermeier                     |       | BB               |
| Royaume de Bavière                        | Basse-Bavière     | 03 (Passau-Wegscheid-Wolfstein-Grafenau) | Franz Seraph Pichler                     |       | ZEN              |
| Royaume de Bavière                        | Basse-Bavière     | 04 (Pfarrkirchen-Eggenfelden-Griesbach) | Benedikt Bachmeier                       |       | BB               |
| Royaume de Bavière                        | Basse-Bavière     | 05 (Deggendorf-Regen-Viechtach-Kötzting) | Georg Hinterwinkler                      |       | ZEN              |
| Royaume de Bavière                        | Basse-Bavière     | 06 (Kelheim-Regen-Rottenburg-Mallersdorf) | Josef Aigner                             |       | ZEN              |
| Royaume de Bavière                        | Palatinat         | 01 (Spire-Ludwigshafen-Frankenthal) | Franz Josef Ehrhart                      |       | SPD              |
| Royaume de Bavière                        | Palatinat         | 02 (Landau-Neustadt-en-Haardt) | Wilhelm Schellhorn-Wallbillich           |       | NLP              |
| Royaume de Bavière                        | Palatinat         | 03 (Germersheim-Bergzabern) | Philipp Lichtenberger                    |       | NLP              |
| Royaume de Bavière                        | Palatinat         | 04 (Deux-Ponts-Pirmasens) | Louis Leinenweber                        |       | NLP              |
| Royaume de Bavière                        | Palatinat         | 05 (Hombourg-Kusel) | Heinrich Stauffer                        |       | BDL              |
| Royaume de Bavière                        | Palatinat         | 06 (Kaiserslautern-Kirchheimbolanden) | Otto Sartorius                           |       | FVp              |
| Royaume de Bavière                        | Haut-Palatinat    | 01 (Ratisbonne-Burglengenfeld-Stadtamhof) | Max von Pfetten                          |       | ZEN              |
| Royaume de Bavière                        | Haut-Palatinat    | 02 (Amberg-Nabburg-Sulzbach-Eschenbach) | Michael Sir                              |       | ZEN              |
| Royaume de Bavière                        | Haut-Palatinat    | 03 (Neumarkt-Velburg-Hemau) | Anton Kohl                               |       | ZEN              |
| Royaume de Bavière                        | Haut-Palatinat    | 04 (Neunburg-Waldmünchen-Cham-Roding) | Josef Witzlsperger                       |       | ZEN              |
| Royaume de Bavière                        | Haut-Palatinat    | 05 (Neustadt-sur-la-Waldnaab-Vohenstrauß-Tirschenreuth) | Georg Heim                               |       | ZEN              |
| Royaume de Bavière                        | Haute-Franconie   | 01 (Hof-Naila-Rehau-Münchberg) | Walther Münch-Ferber                     |       | NLP              |
| Royaume de Bavière                        | Haute-Franconie   | 02 (Bayreuth-Wunsiedel-Berneck) | August Hagen                             |       | NLP              |
| Royaume de Bavière                        | Haute-Franconie   | 03 (Forchheim-Kulmbach-Pegnitz-Ebermannstadt) | Friedrich Neuner                         |       | NLP              |
| Royaume de Bavière                        | Haute-Franconie   | 04 (Kronach-Staffelstein-Lichtenfels-Stadtsteinach-Teuschnitz) | Heinrich Osel                            |       | ZEN              |
| Royaume de Bavière                        | Haute-Franconie   | 05 (Bamberg-Höchstadt) | Franz Xaver Schädler                     |       | ZEN              |
| Royaume de Bavière                        | Moyenne-Franconie | 01 (Nuremberg) | Albert Südekum                           |       | SPD              |
| Royaume de Bavière                        | Moyenne-Franconie | 02 (Erlangen-Fürth-Hersbruck) | Hugo Barbeck                             |       | FVp              |
| Royaume de Bavière                        | Moyenne-Franconie | 03 (Ansbach-Schwabach-Heilsbronn) | Michael Hufnagel                         |       | BDL              |
| Royaume de Bavière                        | Moyenne-Franconie | 04 (Eichstätt-Beilngries-Weissembourg) | Karl Friedrich Speck                     |       | ZEN              |
| Royaume de Bavière                        | Moyenne-Franconie | 05 (Dinkelsbühl-Gunzenhausen-Feuchtwangen) | Tobias Nißler                            |       | DKP              |
| Royaume de Bavière                        | Moyenne-Franconie | 06 (Rothembourg-sur-la-Tauber-Neustadt-sur-l'Aisch) | Leonhard Hilpert                         |       | BB               |
| Royaume de Bavière                        | Basse-Franconie   | 01 (Aschaffenbourg-Alzenau-Obernburg-Miltenberg) | Liborius Gerstenberger                   |       | ZEN              |
| Royaume de Bavière                        | Basse-Franconie   | 02 (Kitzingen-Gerolzhofen-Ochsenfurt) | Luitpold Baumann                         |       | ZEN              |
| Royaume de Bavière                        | Basse-Franconie   | 03 (Lohr-Karlstadt-Hamelbourg-Marktheidenfeld-Gemünden) | Georg Stamm                              |       | ZEN              |
| Royaume de Bavière                        | Basse-Franconie   | 04 (Neustadt-sur-la-Saale-Brückenau-Mellrichstadt-Königshofen-Kissingen) | Josef Moritz                             |       | ZEN              |
| Royaume de Bavière                        | Basse-Franconie   | 05 (Schweinfurt-Haßfurt-Ebern) | Nikolaus Holzapfel                       |       | ZEN              |
| Royaume de Bavière                        | Basse-Franconie   | 06 (Wurtzbourg) | Johann Thaler                            |       | ZEN              |
| Royaume de Bavière                        | Souabe            | 01 (Augsbourg-Wertingen) | Richard Kalkhof                          |       | ZEN              |
| Royaume de Bavière                        | Souabe            | 02 (Donauwörth-Nördlingen-Neubourg) | Melchior Weißenhagen                     |       | ZEN              |
| Royaume de Bavière                        | Souabe            | 03 (Dillingen-Guntzbourg-Zusmarshausen) | Eugen Jäger                              |       | ZEN              |
| Royaume de Bavière                        | Souabe            | 04 (Illertissen-Neu-Ulm-Memmingen-Krumbach) | Benedikt Hebel                           |       | ZEN              |
| Royaume de Bavière                        | Souabe            | 05 (Kaufbeuren-Mindelheim-Oberdorf-Füssen) | Karl Linder                              |       | ZEN              |
| Royaume de Bavière                        | Souabe            | 06 (Immenstadt-Sonthofen-Kempten-en-Allgäu-Lindau) | Alois Schmid                             |       | ZEN              |
| Royaume de Saxe                           |                   | 01 (Zittau) | Edmund Fischer                           |       | SPD              |
| Royaume de Saxe                           |                   | 02 (Löbau) | Karl Sindermann                          |       | SPD              |
| Royaume de Saxe                           |                   | 03 (Bautzen-Kamenz-Bischofswerda) | Heinrich Gräfe                           |       | Antisémite (Ref) |
| Royaume de Saxe                           |                   | 04 (Dresde-rive-droite-Radeberg-Radeburg) | August Kaden                             |       | SPD              |
| Royaume de Saxe                           |                   | 05 (Dresde-rive-gauche) | Georg Gradnauer                          |       | SPD              |
| Royaume de Saxe                           |                   | 06 (Dresde-Campagne-Dippoldiswalde) | Georg Horn                               |       | SPD              |
| Royaume de Saxe                           |                   | 07 (Meissen-Großenhain-Riesa) | Ernst Nitzschke                          |       | SPD              |
| Royaume de Saxe                           |                   | 08 (Pirna-Sebnitz) | Karl Julius Fräßdorf                     |       | SPD              |
| Royaume de Saxe                           |                   | 09 (Freiberg-Hainichen) | Ernst Schulze                            |       | SPD              |
| Royaume de Saxe                           |                   | 10 (Döbeln-Nossen-Leisnig) | Karl Grünberg                            |       | SPD              |
| Royaume de Saxe                           |                   | 11 (Oschatz-Wurzen-Grimma) | Richard Lipinski                         |       | SPD              |
| Royaume de Saxe                           |                   | 12 (Leipzig-Ville) | Julius Motteler                          |       | SPD              |
| Royaume de Saxe                           |                   | 13 (Leipzig-Campagne-Taucha-Markranstädt-Zwenkau) | Friedrich Geyer                          |       | SPD              |
| Royaume de Saxe                           |                   | 14 (Borna-Geithain-Rochlitz) | Georg Schöpflin                          |       | SPD              |
| Royaume de Saxe                           |                   | 15 (Mittweida-Frankenberg-Augustusburg) | Paul Göhre                               |       | SPD              |
| Royaume de Saxe                           |                   | 16 (Chemnitz) | Max Schippel                             |       | SPD              |
| Royaume de Saxe                           |                   | 17 (Glauchau-Meerane-Hohenstein-Ernstthal) | Ignaz Auer                               |       | SPD              |
| Royaume de Saxe                           |                   | 18 (Zwickau-Crimmitschau-Werdau) | Karl Wilhelm Stolle                      |       | SPD              |
| Royaume de Saxe                           |                   | 19 (Stollberg-Schneeberg) | Hermann Goldstein                        |       | SPD              |
| Royaume de Saxe                           |                   | 20 (Marienberg-Zschopau) | Emil Rosenow                             |       | SPD              |
| Royaume de Saxe                           |                   | 21 (Annaberg-Schwarzenberg-Johanngeorgenstadt) | Ernst Grenz                              |       | SPD              |
| Royaume de Saxe                           |                   | 22 (Auerbach-Zschopau) | Franz Hofmann                            |       | SPD              |
| Royaume de Saxe                           |                   | 23 (Plauen-Oelsnitz-Klingenthal) | Alwin Gerisch                            |       | SPD              |
| Royaume de Wurtemberg                     |                   | 01 (Stuttgart) | Karl Hildenbrand                         |       | SPD              |
| Royaume de Wurtemberg                     |                   | 02 (Cannstatt-Louisbourg-Marbach-Waiblingen) | Johannes von Hieber                      |       | NLP              |
| Royaume de Wurtemberg                     |                   | 03 (Heilbronn-Besigheim-Brackenheim-Neckarsulm) | Theodor Wolff                            |       | WüBB             |
| Royaume de Wurtemberg                     |                   | 04 (Böblingen-Vaihingen-Leonberg-Maulbronn) | Karl Sperka                              |       | SPD              |
| Royaume de Wurtemberg                     |                   | 05 (Esslingen-Nürtingen-Kirchheim-Urach) | Louis Schlegel                           |       | SPD              |
| Royaume de Wurtemberg                     |                   | 06 (Reutlingen-Tübingen-Rottenburg) | Friedrich von Payer                      |       | DtVP             |
| Royaume de Wurtemberg                     |                   | 07 (Nagold-Calw-Neuenbürg-Herrenberg) | Heinrich Schweickhardt                   |       | DtVP             |
| Royaume de Wurtemberg                     |                   | 08 (Freudenstadt-Horb-Oberndorf-Sulz) | Fritz Wagner                             |       | DtVP             |
| Royaume de Wurtemberg                     |                   | 09 (Balingen-Rottweil-Spaichingen-Tuttlingen) | Conrad Haußmann                          |       | DtVP             |
| Royaume de Wurtemberg                     |                   | 10 (Gmünd-Göppingen-Welzheim-Schorndorf) | Hugo Lindemann                           |       | SPD              |
| Royaume de Wurtemberg                     |                   | 11 (Hall-Backnang-Öhringen-Weinsberg) | Wilhelm Vogt                             |       | BDL              |
| Royaume de Wurtemberg                     |                   | 12 (Gerabronn-Crailsheim-Mergentheim-Künzelsau) | Friedrich Vogt                           |       | BDL              |
| Royaume de Wurtemberg                     |                   | 13 (Aalen-Gaildorf-Neresheim-Ellwangen) | Theodor Hofmann                          |       | ZEN              |
| Royaume de Wurtemberg                     |                   | 14 (Ulm-Heidenheim-Geislingen) | Christian Storz                          |       | DtVP             |
| Royaume de Wurtemberg                     |                   | 15 (Ehingen-Blaubeuren-Laupheim-Münsingen) | Adolf Gröber                             |       | ZEN              |
| Royaume de Wurtemberg                     |                   | 16 (Biberach-Leutkirch-Waldsee-Wangen) | Matthias Erzberger                       |       | ZEN              |
| Royaume de Wurtemberg                     |                   | 17 (Ravensbourg-Tettnang-Saulgau-Riedlingen) | Joseph Leser                             |       | ZEN              |
| Grand-duché de Bade                       |                   | 01 (Constance-Überlingen-Stockach) | Friedrich Hug                            |       | ZEN              |
| Grand-duché de Bade                       |                   | 02 (Donaueschingen-Villingen) | Friedrich Faller                         |       | NLP              |
| Grand-duché de Bade                       |                   | 03 (Waldshut-Säckingen-Neustadt-en-Forêt-Noire) | Joseph Schuler                           |       | ZEN              |
| Grand-duché de Bade                       |                   | 04 (Lörrach-Müllheim) | Ernst Blankenhorn                        |       | NLP              |
| Grand-duché de Bade                       |                   | 05 (Fribourg-Emmendingen) | Ludwig Marbe                             |       | ZEN              |
| Grand-duché de Bade                       |                   | 06 (Lahr-Wolfach) | Constantin Fehrenbach                    |       | ZEN              |
| Grand-duché de Bade                       |                   | 07 (Offenbourg-Kehl) | Julius Schüler                           |       | ZEN              |
| Grand-duché de Bade                       |                   | 08 (Rastatt-Bühl-Baden-Baden) | Franz Xaver Lender                       |       | ZEN              |
| Grand-duché de Bade                       |                   | 09 (Pforzheim-Ettlingen) | Emil Eichhorn                            |       | SPD              |
| Grand-duché de Bade                       |                   | 10 (Karlsruhe-Bruchsal) | Adolf Geck                               |       | SPD              |
| Grand-duché de Bade                       |                   | 11 (Mannheim) | August Dreesbach                         |       | SPD              |
| Grand-duché de Bade                       |                   | 12 (Heidelberg-Mosbach) | Anton Josef Beck                         |       | NLP              |
| Grand-duché de Bade                       |                   | 13 (Bretten-Sinsheim) | Valentin Müller                          |       | NLP              |
| Grand-duché de Bade                       |                   | 14 (Tauberbischofsheim-Buchen) | Johann Anton Zehnter                     |       | ZEN              |
| Grand-duché de Hesse                      |                   | 01 (Giessen) | Louis Heyligenstaedt                     |       | NLP              |
| Grand-duché de Hesse                      |                   | 02 (Friedberg-Büdingen) | Waldemar von Oriola                      |       | NLP              |
| Grand-duché de Hesse                      |                   | 03 (Lauterbach-Alsfeld-Schotten) | Eduard Wallau                            |       | NLP              |
| Grand-duché de Hesse                      |                   | 04 (Darmstadt-Groß-Gerau) | Balthasar Cramer                         |       | SPD              |
| Grand-duché de Hesse                      |                   | 05 (Offenbach-Dieburg) | Jacob Becker                             |       | NLP              |
| Grand-duché de Hesse                      |                   | 06 (Erbach-Bensheim) | Wilhelm Haas                             |       | NLP              |
| Grand-duché de Hesse                      |                   | 07 (Worms-Heppenheim) | Cornelius Wilhelm von Heyl zu Herrnsheim |       | NLP              |
| Grand-duché de Hesse                      |                   | 08 (Bingen-Alzey) | Reinhart Schmidt                         |       | FVp              |
| Grand-duché de Hesse                      |                   | 09 (Mayence-Oppenheim) | Eduard David                             |       | SPD              |
| Grand-duché de Mecklembourg-Schwerin      |                   | 01 (Hagenow-Toddin-Bakendorf-Lübtheen-Grevesmühlen -Grevesmühlen-Plüschow-Wittenburg-Walsmühlen-Zarrentin-Wittenburg) | Meno Rettich                             |       | DKP              |
| Grand-duché de Mecklembourg-Schwerin      |                   | 02 (Schwerin-Chevalerie-Schwerin-Domaine-Crivitz-Chevalerie -Crivitz-Domaine-Wismar-Poel-Mecklembourg-Redentin-Gadebusch -Gadebusch-Rehna-Mecklembourg-Sternberg -Warin-Neukloster-Sternberg-Tempzin)                       | Wilhelm Dröscher                         |       | DKP              |
| Grand-duché de Mecklembourg-Schwerin      |                   | 03 (Boizenburg-Chevalerie-Boizenburg-Domaine-Dobbertin-Dömitz -Goldberg-Grabow-Grabow-Eldena-Lübz-Lübz-Marnitz -Neustadt-en-Mecklembourg-Abbaye-Neustadt-en-Mecklembourg-Chevalerie -Neustadt-en-Mecklembourg-Domaine-Plau) | Hermann Pachnicke                        |       | FVg              |
| Grand-duché de Mecklembourg-Schwerin      |                   | 04 (Gnoien-Dargun-Gnoien-Neukalen-Ivenack-Malchow-Neukalen -Stavenhagen-Chevalerie-Stavenhagen-Domaine-Wredenhagen-Chevalerie -Wredenhagen-Domaine)                                                                         | Ludolf von Maltzan                       |       | DKP              |
| Grand-duché de Mecklembourg-Schwerin      |                   | 05 (Bützow-Chevalerie-Bützow-Domaine-Bützow-Rühn-Doberan -Ribnitz-Abbaye-Ribnitz-Chevalerie-Ribnitz-Domaine -Toitenwinkel zu Rostock)                                                                                       | Joseph Herzfeld                          |       | SPD              |
| Grand-duché de Mecklembourg-Schwerin      |                   | 06 (Güstrow-Rossewitz-Güstrow-Schwaan-Chevalerie-Schwaan-Domaine) | Carl von Treuenfels                      |       | DKP              |
| Grand-duché de Saxe-Weimar-Eisenach       |                   | 01 (Weimar-Apolda) | August Baudert                           |       | SPD              |
| Grand-duché de Saxe-Weimar-Eisenach       |                   | 02 (Eisenach-Dermbach) | Otto Fries                               |       | NLP              |
| Grand-duché de Saxe-Weimar-Eisenach       |                   | 03 (Iéna-Neustadt-sur-l'Orla) | Paul Lehmann                             |       | NLP              |
| Grand-duché de Mecklembourg-Strelitz      |                   | 01 (Neustrelitz, Neubrandenbourg-Schönberg) | Rudolf Nauck                             |       | DRP              |
| Grand-duché d'Oldenbourg                  |                   | 01 (Oldenbourg-Eutin-Birkenfeld) | Carl Bargmann                            |       | FVp              |
| Grand-duché d'Oldenbourg                  |                   | 02 (Jever-Rüstringen-Brake-Westerstede-Varel-Elsfleth-Butjadingen) | Albert Traeger                           |       | FVp              |
| Grand-duché d'Oldenbourg                  |                   | 03 (Vechta-Delmenhorst-Cloppenburg-Wildeshausen-Friesoythe) | Eduard Burlage                           |       | ZEN              |
| Duché de Brunswick                        |                   | 01 (Brunswick-Blankenburg) | Wilhelm Blos                             |       | SPD              |
| Duché de Brunswick                        |                   | 02 (Helmstedt-Wolfenbüttel) | Fritz von Kaufmann                       |       | NLP              |
| Duché de Brunswick                        |                   | 03 (Holzminden-Gandersheim) | Kurd von Damm                            |       | Sans étiquette   |
| Duché de Saxe-Meiningen                   |                   | 01 (Meiningen-Hildburghausen) | Ernst Müller-Meiningen                   |       | FVp              |
| Duché de Saxe-Meiningen                   |                   | 02 (Sonneberg-Saalfeld) | Hermann Paul Reißhaus                    |       | SPD              |
| Duché de Saxe-Altenbourg                  |                   | 01 (Altenbourg-Roda) | Bruno Buchwald                           |       | SPD              |
| Duché de Saxe-Cobourg et Gotha            |                   | 01 (Cobourg) | Albrecht Patzig                          |       | NLP              |
| Duché de Saxe-Cobourg et Gotha            |                   | 02 (Gotha) | Wilhelm Bock                             |       | SPD              |
| Duché d'Anhalt                            |                   | 01 (Dessau-Zerbst) | Richard Roesicke                         |       | FVg              |
| Duché d'Anhalt                            |                   | 02 (Bernbourg-Köthen-Ballenstedt) | Karl Wessel                              |       | NLP              |
| Principauté de Schwarzbourg-Rudolstadt    |                   | 01 (Königsee-Frankenhausen) | Arthur Hofmann                           |       | SPD              |
| Principauté de Schwarzbourg-Sondershausen |                   | 01 (Sondershausen-Arnstadt-Gehren-Ebeleben) | Felix Bärwinkel                          |       | NLP              |
| Principauté de Waldeck-Pyrmont            |                   | 01 (Eider-Twiste-Eisenberg-Pyrmont) | Heinz Potthoff                           |       | FVg              |
| Principauté de Reuss branche aînée        |                   | 01 (Greiz-Burgk) | Karl Hermann Förster                     |       | SPD              |
| Principauté Reuss branche cadette         |                   | 01 (Gera-Schleiz) | Emanuel Wurm                             |       | SPD              |
| Principauté de Schaumbourg-Lippe          |                   | 01 (Bückeburg-Stadthagen) | Wilhelm Deppe                            |       | NLP              |
| Principauté de Lippe                      |                   | 01 (Blomberg-Brake-Detmold-Lipperode-Cappel-Schötmar) | Wilhelm Meier-Jobst                      |       | FVp              |
| Lübeck                                    |                   | 01 (Lübeck) | Theodor Schwartz                         |       | SPD              |
| Brême                                     |                   | 01 (Brême-Bremerhaven) | Hinrich Schmalfeldt                      |       | SPD              |
| Hambourg                                  |                   | 01 (Neustadt-Sankt Pauli) | August Bebel                             |       | SPD              |
| Hambourg                                  |                   | 02 (Altstadt-Saint-Georges-Hammerbrook) | Johann Heinrich Wilhelm Dietz            |       | SPD              |
| Hambourg                                  |                   | 03 (Hambourg-Campagne-Landherrenschaften) | Wilhelm Metzger                          |       | SPD              |
| Alsace-Lorraine                           |                   | 01 (Altkirch-Thann) | Eugène Ricklin                           |       | Alsace-Lorraine  |
| Alsace-Lorraine                           |                   | 02 (Mulhouse) | Théodore Schlumberger                    |       | NLP              |
| Alsace-Lorraine                           |                   | 03 (Colmar) | Jacques Preiss                           |       | Alsace-Lorraine  |
| Alsace-Lorraine                           |                   | 04 (Guebwiller) | Alphonse Roellinger                      |       | Alsace-Lorraine  |
| Alsace-Lorraine                           |                   | 05 (Ribeauvillé) | Émile Wetterlé                           |       | Alsace-Lorraine  |
| Alsace-Lorraine                           |                   | 06 (Sélestat) | Leo Vonderscheer                         |       | Alsace-Lorraine  |
| Alsace-Lorraine                           |                   | 07 (Molsheim-Erstein) | Nicolas Delsor                           |       | Alsace-Lorraine  |
| Alsace-Lorraine                           |                   | 08 (Strasbourg-Ville) | Adolf Riff                               |       | FVg              |
| Alsace-Lorraine                           |                   | 09 (Strasbourg-Campagne) | Daniel Blumenthal                        |       | DtVP             |
| Alsace-Lorraine                           |                   | 10 (Hagenau-Wissembourg) | Heinrich Wiltberger                      |       | Alsace-Lorraine  |
| Alsace-Lorraine                           |                   | 11 (Saverne) | Jean Hoeffel                             |       | DRP              |
| Alsace-Lorraine                           |                   | 12 (Sarreguemines-Forbach) | François Xavier de Schmid                |       | DKP              |
| Alsace-Lorraine                           |                   | 13 (Boulay-Thionville-Est-Thionville-Ouest) | Jean-Pierre Mérot                        |       | Alsace-Lorraine  |
| Alsace-Lorraine                           |                   | 14 (Metz-Ville-Metz-Campagne) | Maximilien Jaunez                        |       | Sans étiquette   |
| Alsace-Lorraine                           |                   | 15 (Sarrebourg-Château-Salins) | Jean François Labroise                   |       | Alsace-Lorraine  |